# جيم هوغن
جيم هوغن (بالإنجليزية: Jim Hogan)‏ هو لاعب قذف أيرلندي، ولد في 1928 في Tullaroan ‏ في جمهورية أيرلندا، وتوفي في 27 نوفمبر 2010.